# Ojitos hechiceros (telenovela)
Ojitos hechiceros es una telenovela peruana producida por Michelle Alexander para América Televisión. Esta sería la penúltima producción en que participa el guionista Víctor Falcón. Posteriormente, fue atribuido en Maricucha, quien falleció unos días antes del estreno de la temporada 2.
La primera temporada, que lleva el lema: Cantando con el corazón, está protagonizada marcando el debut actoral de la modelo y actriz Melissa Paredes, quién protagoniza al lado de Sebastián Monteghirfo y Emilram Cossio; a su vez, está antagonizada por Carolina Infante, Rodrigo Sánchez Patiño, Cielo Torres, Gilberto Nué, Nicolás Galindo, Martín Velásquez, Maricielo Effio, Miguel Ángel Álvarez y Manolo Rojas. Cuenta con las actuaciones estelares de Gabriela Velásquez, Liliana Trujillo, Óscar Carrillo, Úrsula Mármol, Nikko Ponce, Silvia Bardalez, Gina Yangali, Micky Moreno, Briana Botto, Andrea Fernández y Alonso Cano.
La segunda temporada, que lleva el lema: Un amor a prueba de todo, vuelve a ser protagonizada por Paredes, Monteghirfo y Cossio, y está antagonizada nuevamente por Torres, Infante, Álvarez y Galindo, acompañados de nuevos antagonistas: Pablo Heredia, Joaquín de Orbegoso, Laly Goyzueta y Bruno Espejo, además de Cano, alzado como antagonista. Cuenta otra vez con las actuaciones estelares de Ponce, Trujillo, Carrillo, Velásquez, Mármol y Fernández, junto al ingreso de Ximena Palomino, Daniel Neumann, Daniela Rodríguez Aranda y Sylvia Majo (alzada al elenco especial después de aparecer como secundaria en la primera temporada). Silvia Bardalez, Gina Yangali y Micky Moreno vuelven como estrellas invitadas.

## Argumento

### Temporada 1 (2018)
Narra la historia de Estrella López (Melissa Paredes) y su padre Nelson López (Emilram Cossío) que fue abandonado por su esposa, Flavia Huamaní (Carolina Infante). Injustamente el padre pasa una vida separado de su hija por un crimen que no cometió, pero Estrella y su amor por el canto siguen. Los años pasan para ellos y ahora Estrella se ha vuelto una gran cantante, con familia e hijos, ahí es cuando conocerá a enemigos, amigos, el amor verdadero en Julio César Gallardo (Sebastián Monteghirfo), su amigo de la infancia, que le dará el amor que su esposo nunca le dio y el gran reencuentro con su padre pasando y esquivando grandes problemas.

### Temporada 2 (2018-2019)
Luego de muchas penurias, finalmente Estrella y Julio César hicieron su sueño realidad. La pareja logra contraer matrimonio. Ambos no pueden creer que su felicidad se concrete. La pareja llega a la recepción del matrimonio para poder compartir con todos sus amigos y familiares. Pero es en ese lapso que el hijo de Julio César, Kevin Gallardo (Fabián Calle), decide abandonar el lugar para participar en un asalto a una casa, como parte de una prueba que tenía que pasar para ser aceptado dentro de un grupo de pandilleros. Sin embargo, la intención delincuencial del menor es descubierta por su padre, quien va a buscarlo. Pero todo sale mal y el grupo de maleantes termina disparándole a la dueña de la casa y Julio César termina siendo acusado del asalto e intento de homicidio. En aprovechamiento de la situación sus enemistades, regresan para vengarse. Julio César y Estrella tendrán que poner a prueba su amor y su confianza mutua para poder sobrellevar su relación con los miles de situaciones que se les vienen, demostrando, si su amor en realidad es a prueba de todo.

## Elenco
| Actor / Actriz           | Personaje                                                 | Rol                    | Rol                    |
| Actor / Actriz           | Personaje                                                 | 1                      | 2                      |
| ------------------------ | --------------------------------------------------------- | ---------------------- | ---------------------- |
| Melissa Paredes          | Estrella López Huamaní de Gallardo / Vda. de Quintanilla  | Protagonista           | Protagonista           |
| Sebastián Monteghirfo    | Julio César "Juli" Gallardo García                        | Protagonista           | Protagonista           |
| Emilram Cossio           | Nelson López Gavilán                                      | Protagonista           | Protagonista           |
| Cielo Torres             | Sabrina Gómez Campos                                      | Antagonista Principal  | Antagonista Reformada  |
| Carolina Infante         | Flavia Huamaní Espinoza Vda. de López                     | Antagonista Principal  | Antagonista Reformada  |
| Miguel Ángel Álvarez     | Jeffrey "Mondonguito" Vega Ríos                           | Antagonista Principal  | Antagonista Reformado  |
| Nikko Ponce              | Edgar Gavilán Morales / "Gary"                            | Principal              | Principal              |
| Óscar Carrillo           | Mario Gavilán Ortiz / "El Morocho Gavilán"                | Principal              | Principal              |
| Liliana Trujillo         | Berenice García Tinoco de López / Vda. de Gallardo        | Principal              | Principal              |
| Úrsula Mármol            | Luisa "Luchi" Morales Muñoz exenamorada de Gavilán        | Principal              | Principal              |
| Martín Velásquez         | Rolando Gavilán Morales                                   | Antagonista Reformado  | Principal              |
| Nicolás Galindo          | Jair Gómez Campos / "El Bambam"/ "El Rey Banban" ✝        | Antagonista Principal  | Antagonista Principal  |
| Silvia Bardalez          | Isabela "Chabelita" Campos Tenorio de Gómez               | Principal              | Invitada               |
| Andrea Fernández         | Wanda Quispe Ramos de Vargas                              | Principal              | Principal              |
| Alonso Cano              | Alcides Abanto Rojas                                      | Principal              | Antagonista Reformado  |
| Gina Yangali             | Nataly Gavilán Morales                                    | Principal              | Invitada               |
| Gilberto Nué             | Alipio López Gavilán ✝                                    | Antagonista Reformado  | Ausente                |
| Rodrigo Sánchez Patiño   | Joao Quintanilla Loayza ✝                                 | Antagonista Principal  | Ausente                |
| Maricielo Effio          | Clarisa Gómez Saldaña De Gallardo ✝                       | Antagonista Principal  | Ausente                |
| Gabriela Velásquez       | Doña América Gavilán Salas Vda. de López                  | Principal              | Ausente                |
| Briana Botto             | Aurora Gómez Campos                                       | Principal              | Ausente                |
| Pablo Heredia            | Alejandro "Jano" Reyes Fernández                          |                        | Antagonista Principal  |
| Laly Goyzueta            | Nicole Quispe Álvarez Vda. de Zambrano                    |                        | Antagonista Principal  |
| Joaquín de Orbegoso      | Andrés Luján Portillo ✝                                   |                        | Antagonista Principal  |
| Ximena Palomino          | Belén Zambrano Quispe / "La guerrera del norte"           |                        | Principal              |
| Daniel Neuman            | Carlomagno Vargas Moll De Quispe                          |                        | Principal              |
| Daniela Rodríguez Aranda | Rosalinda Calderón                                        |                        | Principal              |
| Aitana Goicochea         | Kiara Quintanilla López                                   | Principal              | Principal              |
| Fabián Calle             | Kevin Gallardo Gómez                                      | Principal              | Principal              |
| Mateo Salazar            | Roberto "Bobby" Quintanilla López                         | Principal              | Principal              |
| Keyla Mariselli          | Carmen Rosa Abanto Quispe                                 | Secundaria             | Secundaria             |
| Fernando Fermor          | Comandante Abel Gutiérrez Montes                          | Secundario             | Secundario             |
| Sylvia Majo              | María Francisca "Panchita" Pomar Ramírez Vda. de Rivera ✝ | Secundaria             | Principal              |
| Micky Moreno             | Lester Navarro Gallegos                                   | Secundario             | Invitado               |
| Víctor Machengo Mendoza  | Arnold                                                    | Invitado               | Secundario             |
| David Serván Rojas       | Justin                                                    | Invitado               | Secundario             |
| Valkiria Aragón          | Katiuska                                                  | Antagonista Secundaria | Ausente                |
| Jorge Bardales           | Dylan Reyes Castro                                        | Secundario             | Ausente                |
| Luis Rosadio Flores      | Camilo                                                    | Secundario             | Ausente                |
| Trilce Cavero            | Rosa "Rosita"                                             | Secundaria             | Ausente                |
| Manolo Rojas             | Domingo Contreras Soto                                    | Antagonista Secundario | Ausente                |
| Alana La Madrid          | Irma Calderón Ramos ✝                                     | Secundaria             | Ausente                |
| Cath Aguilar             | Fiscal Donatela Díaz                                      | Antagonista Secundaria | Ausente                |
| Verónica Álvarez         | Sasha Morales Gutiérrez                                   | Secundaria             | Ausente                |
| Gustavo Mayer            | René Palacios Cárdenas                                    | Secundario             | Ausente                |
| Mónica Domínguez         | Fiscal Cecilia Choquevilca                                | Secundaria             | Ausente                |
| Homero Cristalli         | Damián                                                    | Antagonista Secundario | Ausente                |
| Daniel Zarauz            | Oliver Carpio Cárdenas                                    | Antagonista Secundario | Ausente                |
| Bruno Espejo             | Derek Salazar Borjas / "Alfa"                             |                        | Antagonista Secundario |
| Lucecita Ceballos        | Dalila Monzón                                             |                        | Antagonista Secundaria |
| Manuel Baca              | Emerson                                                   |                        | Secundario             |
| Janet Barboza            | Daysi Cuevas                                              |                        | Antagonista Secundaria |
| Claudia Vergara          | Carmen Rosa del Águila                                    |                        | Antagonista Secundaria |
| Pold Gastello            | Manuel "Manolo" Contreras Soto                            |                        | Secundario             |
| Enrique Daniel           | Nick                                                      |                        | Secundario             |
| Andrés Avel              | Servando                                                  |                        | Secundario             |
| Carla Gamero             | Julia                                                     |                        | Secundaria             |
| Arianna Fernández        | Karina                                                    |                        | Secundaria             |
| Tati Alcántara           | Dorita                                                    |                        | Secundaria             |
| Mariano Sábato           | Claudio Reyes Fernández                                   |                        | Secundario             |
| Silvana Cañote           | Emilia Pérez                                              |                        | Antagonista Secundaria |
| Marisol Tobalina         | Abogada Mónica Lañas                                      |                        | Secundaria             |
| Alessia Lambruschini     | Estrella López Huamani (niña)                             | Invitada               | Invitada               |
| Santiago Hidalgo         | Julio César Gallardo García (niño)                        | Invitado               | Invitado               |
| Alfredo Lévano           | Andrés Carrera Huapaya / "Pantera"                        | Invitado               | Ausente                |
| Joel Calderón            | Poll Carrera Barrientos                                   | Invitado               | Ausente                |
| Paul Ramírez             | Comandante José Tello Carranza                            | Invitado               | Ausente                |
| Giselle Collao           | Blanca                                                    | Invitada               | Ausente                |
| Rómulo Assereto          | José Antonio "Coquito" García Tinoco ✝                    | Invitado               | Ausente                |
| Sandro Calderón          | Charlie Linares                                           | Invitado               | Ausente                |
| Ivo Alcázar              | Aníbal                                                    | Invitado               | Ausente                |
| Augusto Mazzarelli       | Sacerdote                                                 | Invitado               | Ausente                |
| Gabriela Villalobos      | Cándida "Candy"                                           | Invitada               | Ausente                |
| Alejandra Saba           | Doctora                                                   | Invitada               | Ausente                |
| Sergio Lois              | Doctor                                                    | Invitado               | Ausente                |
| Stephanie Orúe           | Reyna                                                     | Invitada               | Ausente                |
| Alfonso Dibós            | Fernando                                                  | Invitado               | Ausente                |
| Alfonso Dibós            | Doctor                                                    |                        | Invitado               |
| Haydeé Cáceres           | Enriqueta Muñoz Pineda Vda. de Villareal                  |                        | Invitada               |
| Isabel Chappell          | Margot Villareal Muñoz                                    |                        | Invitada               |
| Américo Zúñiga           | Sacerdote                                                 |                        | Invitado               |
| Percy Chumbe             | Ismael Salazar                                            |                        | Invitado               |
| Anaí Padilla             | Raquel Monzón                                             |                        | Invitada               |
| Roberto Ruíz             | Hilario Velarde                                           |                        | Invitado               |
| Natalia Montoya          | Luzmila Cáceres Vda. de Velarde                           |                        | Invitada               |
| Diego Pérez Raymond      | Joaquín de la Pezuela                                     |                        | Invitado               |
| Jesús Aranda             | Saturnino                                                 |                        | Invitado               |
| Enrique Urrutia          | Dr. Dávila                                                |                        | Invitado               |
| Rebeca Ráez              | Duquesa                                                   |                        | Invitada               |
| Amy Gutiérrez            | Thalía                                                    |                        | Invitada               |

## Artistas invitados

### Primera temporada
- Marisol
- Dilbert Aguilar y Orquesta La Tribu
- Puro Sentimiento
- Gran Orquesta Internacional
- Marco Antonio Guerrero
- Rossy War
- Ernesto Pimentel
- Son Tentación
- Los Mirlos
- Hermanos Yaipen
- Jaime "Choca" Mandros
- Sheyla Rojas
- Giuliana Rengifo
- Josimar y su Yambú
- Sandra Vergara

### Segunda temporada
- Marisol
- Erick Elera
- Tommy Portugal
- Orquesta Candela
- La Nueva Invasión
- Agua Bella
- Amaya Hermanos
- Marco Antonio Guerrero
- Pintura Roja
- Puro Sentimiento
- Pedro Loli

## Temporadas
- La primera temporada se tituló Cantando con el corazón, se emitió del 20 de febrero al 17 de julio de 2018. La telenovela sustituyó a Madre por siempre, Colorina y fue sustituida por Mi esperanza.
- La segunda temporada se tituló Un amor a prueba de todo, se emitió del 21 de noviembre de 2018 al 27 de marzo de 2019. La telenovela sustituyó a Mi esperanza y fue sustituida por Señores Papis.

| Temporada | Temporada | Episodios | Rango de episodios | Título                   | Emisión original        | Emisión original    |
| Temporada | Temporada | Episodios | Rango de episodios | Título                   | Inicio                  | Final               |
| --------- | --------- | --------- | ------------------ | ------------------------ | ----------------------- | ------------------- |
|           | 1         | 104       | 1 - 104            | Cantando con el corazón  | 20 de febrero de 2018   | 17 de julio de 2018 |
|           | 2         | 87        | 105 - 191          | Un amor a prueba de todo | 21 de noviembre de 2018 | 27 de marzo de 2019 |

## Premios y nominaciones

### Premios LucesdeEl Comercio
| 2018 | Mejor producción local | Ojitos hechiceros | Nominada | Nominada | Nominada | Nominada | Nominada | Nominada | Nominada |
| 2018 | Mejor actriz de TV     | Melissa Paredes   | Nominada | Nominada | Nominada | Nominada | Nominada | Nominada | Nominada |
| 2018 | Mejor actriz de TV     | Cielo Torres      | Nominada | Nominada | Nominada | Nominada | Nominada | Nominada | Nominada |
| 2018 | Mejor actriz de TV     | Carolina Infante  | Nominada | Nominada | Nominada | Nominada | Nominada | Nominada | Nominada |
| 2018 | Mejor actor de TV      | Nikko Ponce       | Nominado | Nominado | Nominado | Nominado | Nominado | Nominado | Nominado |
| 2018 | Mejor actor de TV      | Nicolás Galindo   | Nominado | Nominado | Nominado | Nominado | Nominado | Nominado | Nominado |